# Art koushite

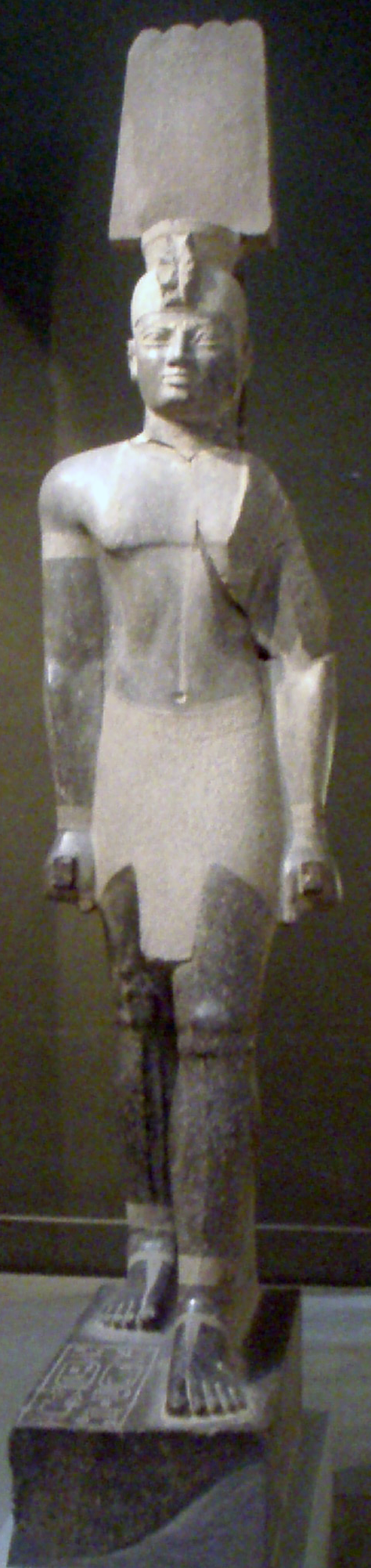
Statue colossale d'Aspelta, vers 580 av. J.-C.

L'art du royaume de Koush, de même que l'ensemble de la culture de cet État africain dans l'actuel Soudan, est considérablement influencé par l'Égypte antique.
Parallèlement à l'histoire koushite, l'art de ce royaume se divise en deux périodes successives : à l'époque napatéenne (environ 750-300 av. J.-C.), l'influence de l'art égyptien reste très forte. Avec peu d'inscriptions et d'informations de localisation, il est parfois difficile d'attribuer certaines œuvres d'art à l'un ou l'autre des groupes culturels de la région. Une fusion d'éléments égyptiens, hellénistiques et africains peut être observée dans la période méroïtique (environ 300 avant J.-C. - 350 après J.-C.). Malgré l'influence manifestement égyptienne, l'art koushite développe son propre caractère.

## Les débuts de l'art koushite
Dans le Nouvel Empire égyptien, la Nubie est une province égyptienne. Les pharaons égyptiens construisent des temples en Nubie, et les classes supérieures qui y vivent, qu'elles viennent d'Égypte ou qu'elles soient d'origines locales, suivent largement les modèles égyptiens. Cela se voit notamment dans la construction des tombeaux, les sites tels que Sesebi sont en grande partie égyptiens en termes d'aménagement mobilier et d'architecture.
Vers 1 000 avant J.-C., la domination de l'Égypte décline progressivement. Les détails du processus de ce déclin ne sont pas encore vraiment clairs. Il est possible que le contrôle égyptien ait continué d'exister, en particulier en Basse Nubie. Cependant, on connaît à cette époque des monuments à peine datés qui donnent une idée de la culture matérielle, et il n'y a presque aucune œuvre d'art qui puisse être datée avec certitude à cette époque.
Une exception significative est l'inscription énigmatique de la reine Karimala, qui figure sur un mur du temple de Semna. Devant l'inscription se trouve représentée la reine Karimala, debout devant la déesse Isis. L'œuvre est exécutée en bas-relief. Karimala porte une longue robe et une couronne à double plumes. Côté style, la représentation est tout à fait dans la tradition des reliefs de l'époque ramesside. Dans ce contexte, certaines stèles et certains monuments de dirigeants nubiens comme Arkamani Ier méritent également d'être mentionnés, ils sont également de style ramesside. La datation de ces monuments est controversée parmi les chercheurs. En supposant qu'ils puissent être datés de peu après le Nouvel Empire, cela peut être le cas pour la production d'art nubien entre 1000 et 750 avant J.-C., qui a nettement continué dans le style ramesside.
Ce n'est qu'avec l'apparition des premiers monarques et dirigeants nubiens connus que les sources sont plus nombreuses. Ces souverains ont laissé de nombreux monuments et il est désormais possible de distinguer leur propre style nubien.

## Pyramides

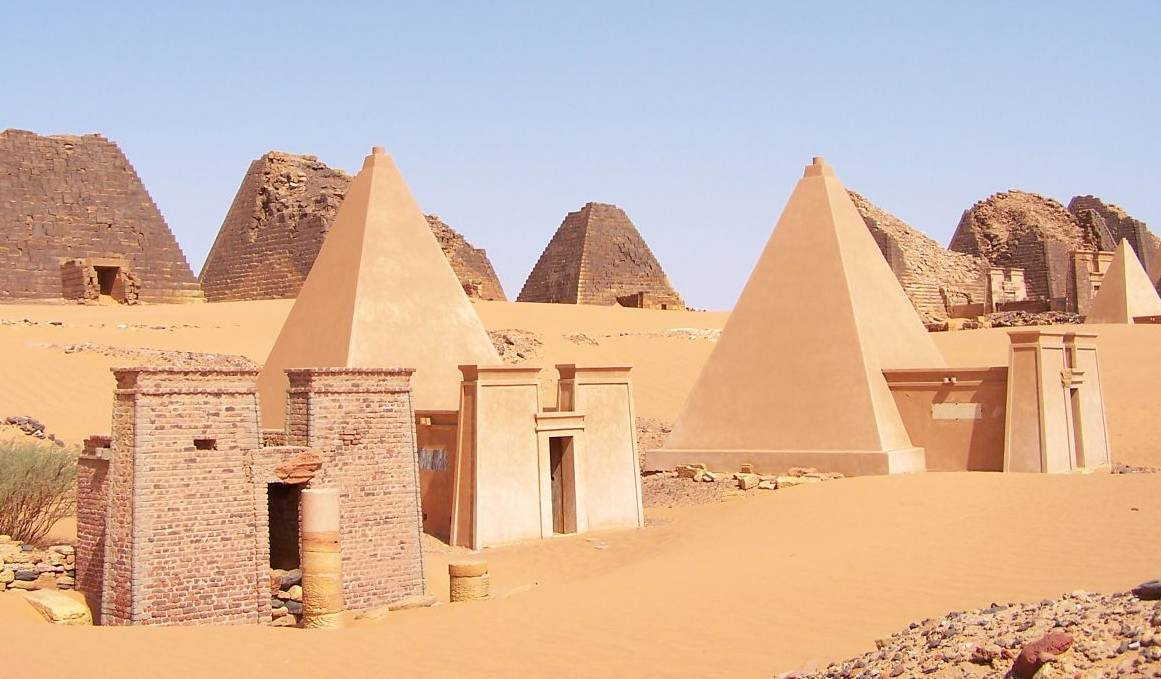
Pyramides nubiennes à Méroé, inscrites au patrimoine mondial.

Les premières générations de monarques nubiens ont été enterrées sous des tumulus. Cela a changé avec la conquête de certaines parties de l'Égypte par les Nubiens. Les monuments les plus frappants de la culture koushite deviennent les pyramides royales.
Ces pyramides sont en pierre, mais beaucoup plus petites que leurs homologues égyptiennes. Elles ont également un angle nettement plus marqué, des pentes plus raides. Elles sont couronnés d'un petit cylindre. Des pyramides ont déjà été construites en Nubie sous le Nouvel Empire par des hauts fonctionnaires et dignitaires égyptiens y résidant, de sorte que leur construction pourrait être influencée par les pyramides nubiennes du Nouvel Empire. En outre, à l'époque des rois de Nubie, il y a un fort retour aux anciennes traditions égyptiennes. Les monarques nubiens en construisant leurs pyramides ont probablement délibérément utilisé les monuments considérés à l'époque comme exemplaire.
Les pyramides de Nubie se composaient de trois parties. Il y avait d'abord la pyramide en elle-même, ensuite les chambres funéraires, dont l'entrée était principalement en face de la pyramide et qui se situaient sous le bâtiment, et un petit temple, généralement décoré. Contrairement aux pyramides égyptiennes, les pyramides nubiennes n'étaient pas couvertes d'un revêtement.
À l'époque méroïtique, ces pyramides ne sont plus construites en pierre, mais en briques d'adobe. La construction des pyramides nubiennes se termine vers 300 après J.-C., et au cours de la période suivante, la construction de grands tumulus funéraires reprend comme au temps des premiers rois nubiens.
À Méroé et ailleurs, de nombreux dignitaires et autres personnalités non royales sont aussi enterrées sous des pyramides. Ces pyramides imitent la plupart du temps les bâtiments royaux dans leur configuration, mais sont plus petites. En plus des pyramides, il y a aussi quelques mastabas, qui sont des infrastructures funéraires rectangulaires, et des tumulus. Mais la plupart de la population est enterrée à même le sol, dans de simples sépultures.

## Temples

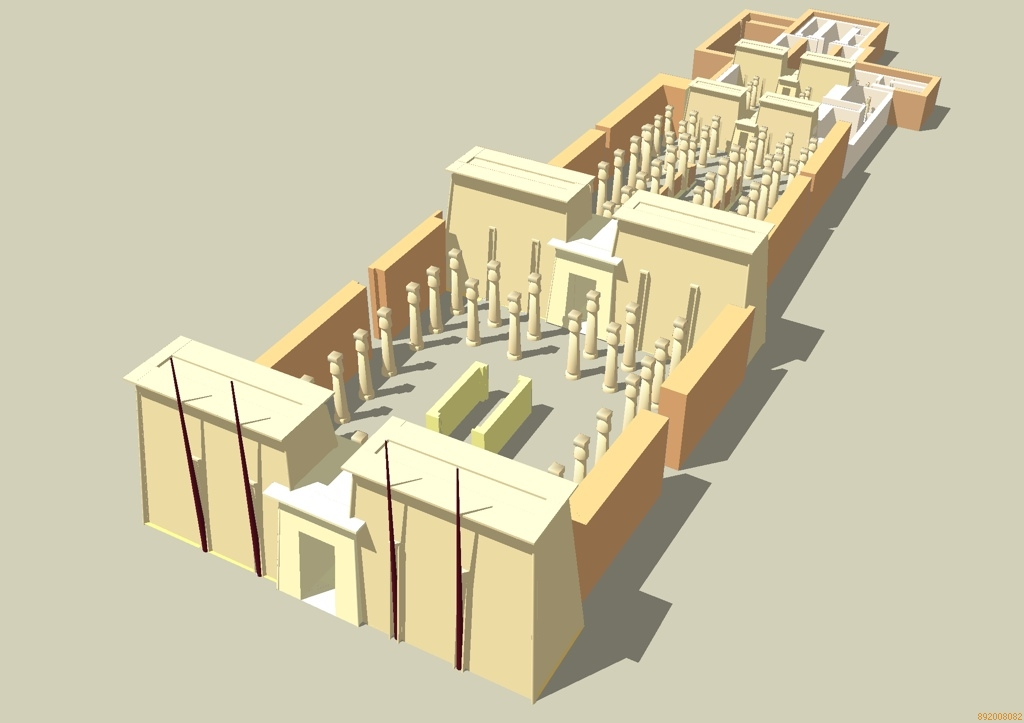
Maquette du grand temple d'Amon au Djebel Barkal.

Les pharaons égyptiens eux-mêmes se sont construit des temples tout le long du Nil, en remontant jusqu'en Nubie. Ces pharaons bâtisseurs sont notamment Thoutmôsis Ier, Thoutmôsis III, Amenhotep III, Akhenaton et Ramsès II.
L'art égyptien a ainsi directement présidé à la construction des temples nubiens et koushites, puis en a inspiré les constructions ultérieures. En règle générale, les temples koushites ont deux grands pylônes en entrée, une cour ou une salle à piliers derrière les pylônes, et un espace sacré, qui se compose d'une ou de trois chapelles. Ce schéma varie selon l'importance et la taille du sanctuaire. Le matériau de construction était principalement du grès. D'autres temples sont faits de briques de boue, et des composants importants peuvent être ajoutés à la pierre. D'importants temples étaient décorés de reliefs, de peintures murales, de statues et d'autels.
Le temple le plus important de Nubie était le temple d'Amon du Djebel Barkal, ou mont Barkal, à Napata. Il mesurait plus de 150 m de long. Différentes générations de monarques napatéens ont contribué à sa construction. L'entrée est marquée par un portique de deux pylônes derrière lequel se trouve une cour à colonnades. Deux autres pylônes et une autre salle à colonnes suivent, puis une plus petite salle à colonnes avec d'autres pièces derrière. L'espace sacré du sanctuaire se compose de trois chapelles juxtaposées.
Le grand temple d'Amon à Méroé est un peu plus petit, mais mesure tout de même plus de 100 m de long. C'est le sanctuaire le plus important du sud de l'empire koushite. Le temple suit un plan similaire à celui du Djebel Barkal, mais n'a pas de grand portique. Il est en partie construit à partir de briques d'adobe cuites. Sa date exacte est incertaine, mais des recherches récentes estiment que le temple a été construit de 200 à 100 avant J.-C. Le roi Natakamani a au moins restauré le bâtiment. Par sa situation dans la capitale Méroé, ce temple a remplacé le temple du mont Barkal en tant que sanctuaire national à l'époque méroïtique.
Le roi Taharqa, en particulier, construit des temples monumentaux en pierre dans des endroits importants de Nubie, qui suivent à peu près les modèles égyptiens. Il y a généralement un portique de deux pylônes à l'entrée, suivi d'une cour ouverte, d'une salle à piliers et à l'arrière du complexe le sanctuaire proprement dit. Les murs des temples étaient souvent couverts de bas-reliefs et ornés de statues. Ces temples suivent un certain standard de plan et de taille.
Il n'y a pratiquement pas de nouveaux bâtiments de temple importants après Taharqa, bien que ses successeurs décorent les temples existants avec de nouvelles inscriptions, des statues ou d'autres ajouts. Il existe de nombreux blocs de pierre avec des noms de rois de Méroé. Les anciens temples ont rarement été conservés.
Ce n'est qu'à partir de la période méroïtique qu'il existe de nouveaux exemples de temples bien conservés, dans diverses parties de l'empire. Les temples sont alors généralement beaucoup plus petits et se composent souvent d'une seule ou de deux pièces, qui sont décorées de reliefs à l'extérieur et à l'intérieur et avaient également un portique de deux pylônes à l'entrée. À Naqa, un plus grand temple est construit par Natakamani vers 50 après J.-C. avec plusieurs pièces et un portique de deux pylônes. Il est construit en briques de terre. Seuls les portes et les piliers sont en pierre et ornés de reliefs.

## Statuaire

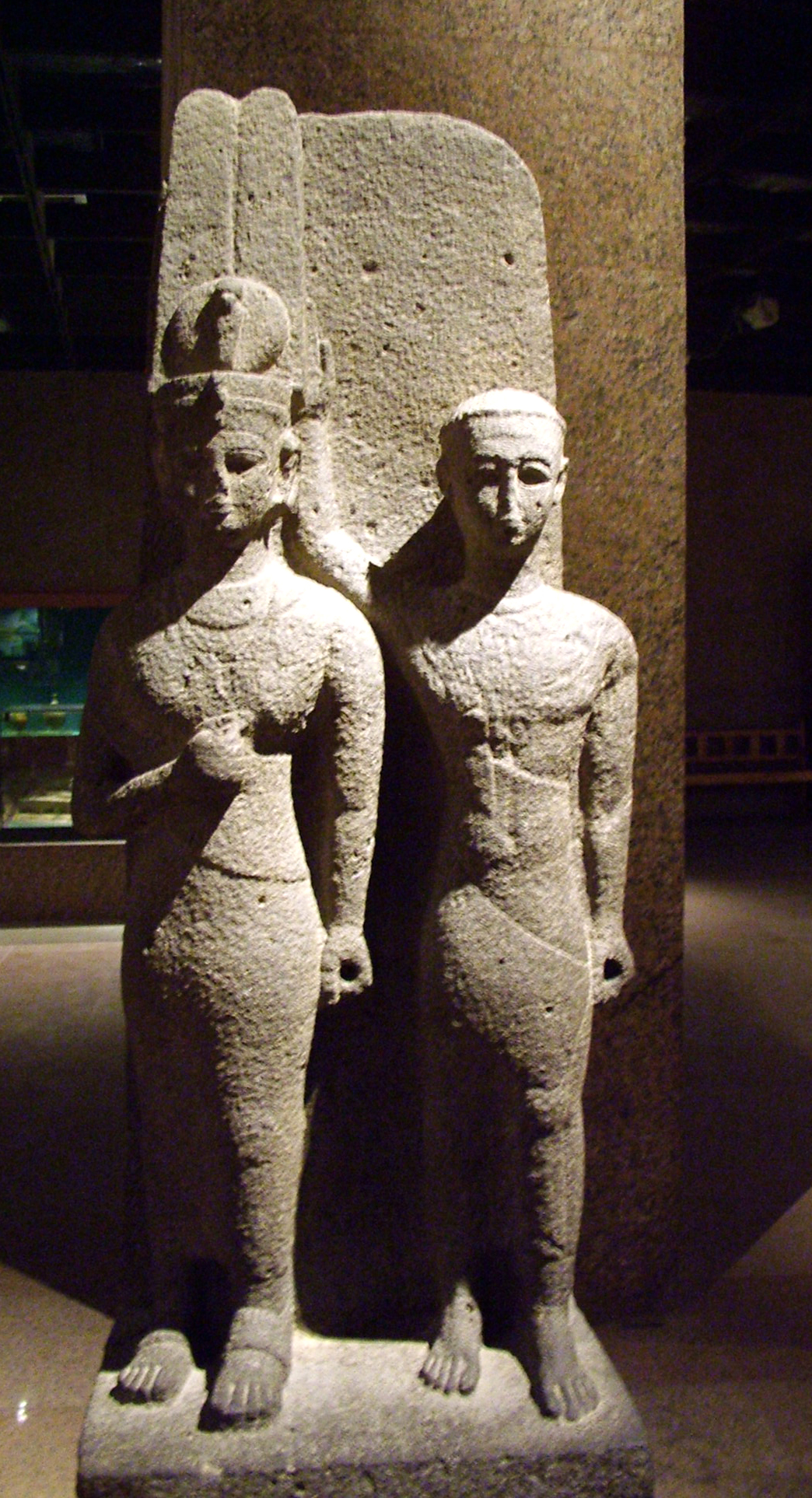
La reine Shanakdakhete à gauche, avec les attributs royaux.

La statuaire a également reçu une forte influence égyptienne au début de l'histoire de la Nubie. Les œuvres de la période napatéenne sont souvent des statues représentant le roi. Des séries de statues colossales sont érigées dans divers temples, en particulier en basse Nubie.
La plupart du temps, le monarque est debout, une jambe légèrement en avant. Les bras sont le long du corps. Le visage est tourné vers l'avant. Cela correspond pleinement au canon égyptien. Les monarques portent généralement une double coiffe élevée sur la tête et un double uræus, le cobra protecteur, ce qui est particulièrement typique des dirigeants nubiens. La signification en est encore débattue. La puissante modélisation des formes corporelles semble être typiquement nubienne. Le nez apparaît plus large et les lèvres plus pleines que dans des œuvres égyptiennes comparables. Les statues sont souvent en pierre dure, bien qu'elles soient finement polies. Certaines zones sont laissées rugueuses. Des dorures qui représentaient les bijoux étaient autrefois ajoutées aux statues.
Il y a aussi des statues de monarques assis, mais ce mode de représentation est moins répandu que la position debout. La sculpture funéraire, très présente en Égypte, est plus rare en Nubie.
À partir du VIe siècle av. J.-C., il n'y a plus que quelques exemples de sculptures royales. Les statues conservées de cette période montrent rarement la même maîtrise. Depuis Aspelta, il ne reste que peu d'exemplaires de statues royales. Cela peut être une coïncidence de conservation, mais cela correspond également aux autres vestiges architecturaux qui indiquent une baisse significative des constructions. De plus, l'État nubien s'est peut-être plus retiré vers le sud, mais sans certitude documentaire.
La phase méroïtique apporte également des innovations dans les différents domaines de la sculpture et à partir du Ier siècle, s'éloigne souvent complètement des modèles égyptiens. La double statue d'une reine de Méroé d'environ 100 avant notre ère suit le canon égyptien, mais les proportions sont quelque peu différentes. Les jambes semblent trop courtes. Les visages sont seulement ébauchés, ce qui peut aussi être dû à la forte altération de la sculpture. De plus, ils étaient peut-être autrefois recouverts de stuc et peints. Les yeux sont creux et ont certainement été incrustés à l'origine.
Deux figures colossales trouvées à Tabo et pouvant être attribuées à Natakamani sont encore conçues selon le canon égyptien. Le souverain porte ici une robe plutôt égyptienne et est coiffé d'une couronne de laurier, qui a certainement été adoptée selon la mode hellénistique. Natakamani a également produit toute une série de petites sculptures qui ont été trouvées à Naqa et se trouvaient autrefois entre les jambes de béliers. La reine est représentée coiffée du Némès royal et sous forme de momie. L'influence égyptienne est encore très manifeste. Une renaissance particulière des anciennes traditions égyptiennes peut être observée en particulier sous Natakamani.
De cette période, il y a aussi quelques exemples de petites sculptures en métal, qui sont particulièrement remarquables pour leur maîtrise technique. La statue en or debout d'une femme d'environ 10 cm de haut représente probablement une reine. Elle porte une longue robe, subtilement décorée de motifs géométriques. Une ceinture est placée sur l'épaule. La tête est perdue, mais la silhouette semble étonnamment peu nubique en raison de la forme mince du corps. Les vêtements ne laissent aucun doute sur l'origine nubienne.

## Bas-reliefs

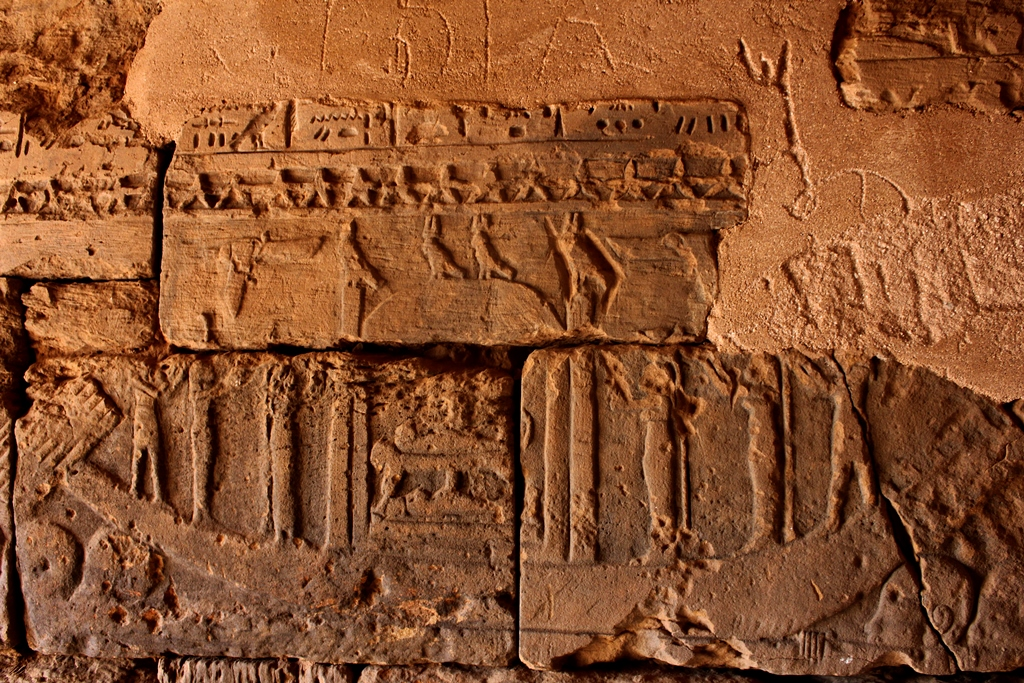
Bas-relief dans la pyramide N1 à Méroé.

Les bas-reliefs sont nombreux et bien représentés à toutes les périodes de l'histoire des Koishites. Les bas-reliefs royaux des temples des souverains de la phase napatéenne ont été préservés. Les rois y sont représentés en présence des différentes divinités.
Il existe également des scènes historiques, comme des bas-reliefs de bataille, qui célèbrent les exploits individuels des monarques. Ces scènes ne sont souvent conservées que par fragments. Un certain nombre de stèles sont placées dans les chapelles des pyramides et dans les temples. Dans la période Méroïtique, il y a aussi quelques bas-reliefs privés, mais qui sont artistiquement moins bien exécutés.
Sur ces bas-reliefs, les représentations humaines suivent généralement les modèles égyptiens. La tête est souvent représentée de profil, les yeux et la poitrine de face. Les figures montrent des formes pleines et fortes, comme dans la statuaire, et diffèrent des modèles égyptiens plus élancés. C'est particulièrement visible pour les représentations féminines qui, avec leurs formes fortes et leurs hanches saillantes, ont plutôt tendance à suivre les idéaux africains de la beauté. Les riches et longues robes, qui remontent probablement en partie à l'origine africaine, font que beaucoup de ces bas-reliefs semblent bien avoir une origine autre que l'art égyptien.
Les plus anciennes représentations préservées sont souvent très fines, une certaine dégradation de la qualité des sculptures peut s'observer à partir du Ve siècle, surtout sur les quelques bas-reliefs de personnages non royaux, certains semblent carrément maladroits. Les bas-reliefs royaux, en revanche, conservent un haut degré de qualité.

## Peinture

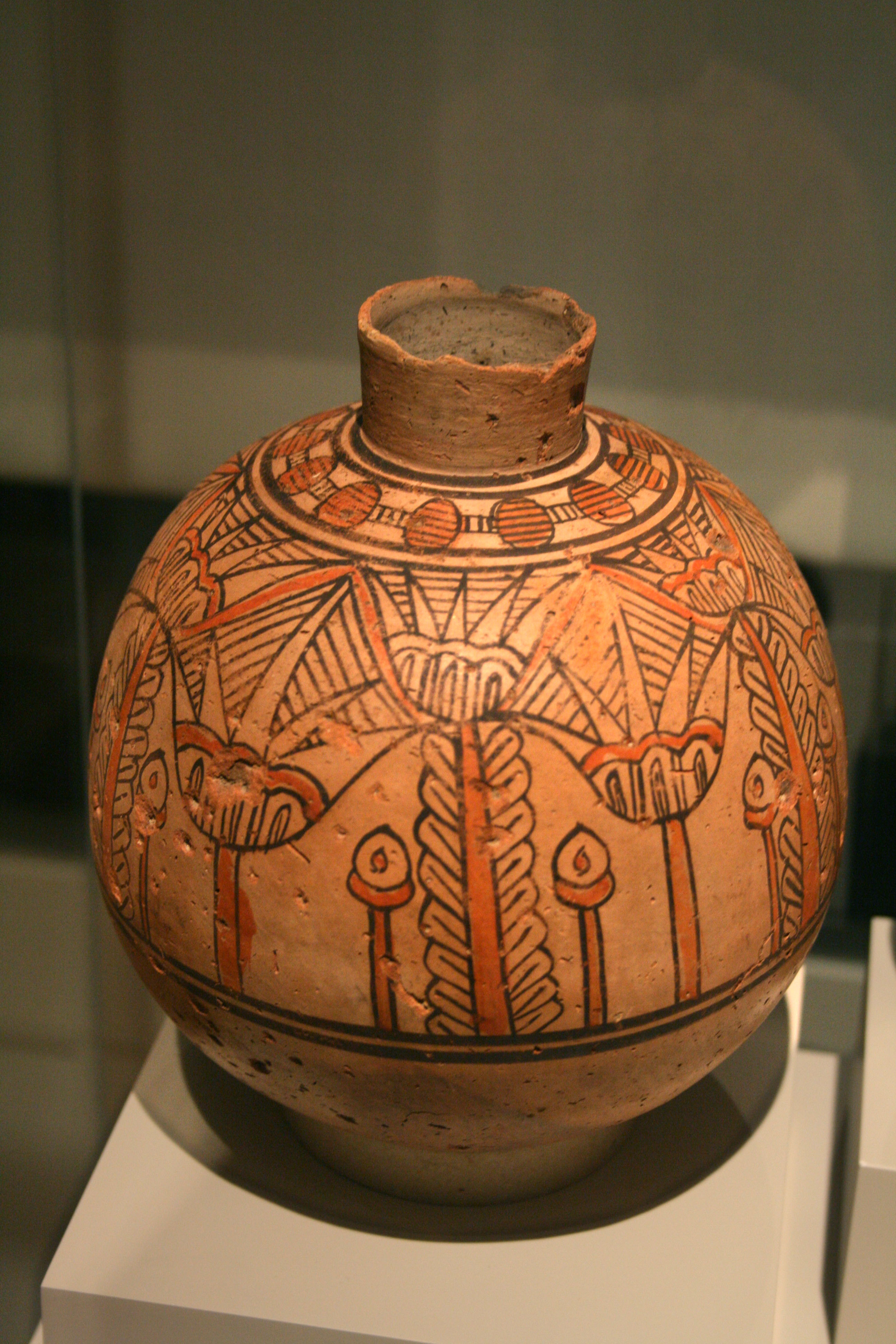
Peinture sur poterie.

Il ne reste que quelques exemples de peinture méroïtique. Des peintures commandées par le roi Taharqa ont été découvertes dans un temple à Qasr Ibrim. Dans la chambre funéraire de Tanotamon, des représentations humaines individuelles sont peintes grandeur nature sur le fond blanc des murs. Les figures sont puissamment dessinées. Les couleurs sont utilisées avec parcimonie. La couleur de la peau est généralement rouge chez les hommes et jaune chez les femmes, tandis que les vêtements restent blancs. La reine est représentée avec différentes divinités. Des caractéristiques similaires se trouvent dans d'autres chambres funéraires de rois, et aussi de reines, mais pour ces dernières les peintures subsistantes sont généralement mal conservées.
Quelques bâtiments de Méroé ont d'autres vestiges de peinture. Les peintures du prétendu temple d'Auguste ne sont plus conservées que sur des copies réalisées lors des fouilles. Elles montrent des prisonniers aux pieds d'un souverain indéterminé. Les tons rouges et bruns sont préférés comme couleurs. Les caractéristiques physiques sont bien marquées. Les « bains romains » contiennent non seulement une riche décoration de statues, basée sur des modèles classiques, mais également des peintures de style hellénistique.
Un objet unique a été trouvé lors de fouilles dans le temple d'Amon à Naqa. Il s'agit d'un autel en écorce peint de couleurs vives avec des divinités du Nil et des papyrus. Des tons jaunes, rouges et bleus ont été utilisés comme couleurs. Les vestiges des peintures murales sur les murs en briques crues du temple ont également été conservés. Après la restauration et la reconstruction des peintures, elles sont exposées dans un musée local à partir de 2009.

## Céramique et orfèvrerie

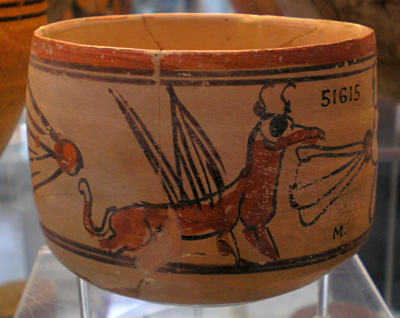
Pot en argile, de Faras.

Dans le secteur de la céramique, il y a eu une production remarquable de produits de haute qualité à l'époque méroïtique. Les produits sont souvent peints de couleurs vives avec des scènes géométriques, mais aussi figuratives. La recherche a pu différencier les ateliers et même distinguer les œuvres de différents artisans. La céramique de Méroé est particulièrement fine et élégante avec des motifs égyptiens antiques décorés.
Bien que la plupart des pyramides aient été précocement pillées, Nuri a encore trouvé de nombreux objets de luxe précieux, notamment d'orfèvrerie avec des objets en or, comme des cylindres richement décorés qui montrent une déesse debout avec des ailes. De tels cylindres ont également été trouvés dans d'autres tombes royales nubiennes, mais leur fonction est inconnue.
La pyramide de la reine Amanishakhéto a dévoilé un trésor de bijoux en or qui atteste du haut niveau de l'orfèvrerie nubienne. Les bijoux sont dans la tradition égyptienne. Cependant, de nombreux motifs et scènes semblent être purement nubiens.